# Сардис (Мисисипи)
Сардис (енгл. Sardis) град је у америчкој савезној држави Мисисипи.

## Демографија
По попису из 2010. године број становника је 1.703, што је 335 (-16,4%) становника мање него 2000. године.
| Група             | 2000.         | 2010.         |
| Белци             | 851 (41,8%)   | 604 (35,5%)   |
| Афроамериканци    | 1.150 (56,4%) | 1.063 (62,4%) |
| Азијати           | 8 (0,4%)      | 5 (0,3%)      |
| Хиспаноамериканци | 30 (1,5%)     | 12 (0,7%)     |
| Укупно            | 2.038         | 1.703         |